# Senoculus canaliculatus
Senoculus canaliculatus is een spinnensoort uit de familie Senoculidae. De soort komt voor in van Mexico tot Panama.